# باگرمووو
باگرمووو (به صربی: Bagremovo) یک روستا در صربستان است که در باکا توپولا واقع شده‌است. باگرمووو ۲۰۴ نفر جمعیت دارد.